# Haukijärvi (sjö i Finland, Birkaland)
Haukijärvi är en sjö i Finland. Den ligger i Kangasala kommun i landskapet Birkaland, i den södra delen av landet, 160 km norr om huvudstaden Helsingfors. Haukijärvi ligger 160 meter över havet. Arean är 10,7 hektar och strandlinjen är 1,93 kilometer lång. Sjön  ingår i Kumo älvs huvudavrinningsområde.   I omgivningarna runt Haukijärvi växer i huvudsak blandskog.